# STS-92
La STS-92 va ser una missió del Transbordador espacial Discovery cap a l'Estació Espacial Internacional. Hi va instal·lar components com el segment Z1, giroscopis, un port d'acoblament, entre d'altres. Era la centena missió en la història dels transbordadors espacials.
L'équip de huit persones er conduit pel comandant Brian Duffi. Els altres eren el pilot Pamela Melroy, pilot i sis especialistes de missió: Koichi Wakata, Leroy Chiao, Peter Wisoff, Miquel (Michael) López-Alegría i William McArthur.

## Paràmetres de la missió
- Massa:
  - Al llançament: 115127 kg
  - A l'aterratge: 92741 kg
  -  Càrrega: 9513 kg
- Perigeu: 386 km
- Apogeu: 394 km
- Inclinació: 51.6°
- Període: 92.3 min

### Acoblament de la ISS
- Acoblament: 13 d'octubre de 2000, 17:45:10 UTC
- Desacoblament: 20 d'octubre de 2000, 15:08:39 UTC
- Temps acoblat: 6 dies, 21 hores, 23 minuts, 29 segons

### Activitats extravehiculars (EVA)
- Chiao i McArthur - EVA 1
- EVA 1 Començament: 15 d'octubre de 2000 - 14:27 UTC
- EVA 1 Final: 15 d'octubre, - 20:55 UTC
- Durada: 6 hores, 28 minuts
- Lopez-Alegria i Wisoff - EVA 2
- EVA 2 Començament: 16 d'octubre de 2000 - 14:15 UTC
- EVA 2 Final: 16 d'octubre, - 21:22 UTC
- Durada: 7 hores, 07 minuts
- Chiao i McArthur - EVA 3
- EVA 3 Començament: 17 d'octubre de 2000 - 14:30 UTC
- EVA 3 Final: 17 d'octubre, - 21:18 UTC
- Durada: 6 hores, 48 minuts
- Lopez-Alegria i Wisoff - EVA 4
- EVA 4 Començament: 18 d'octubre de 2000 - 15:00 UTC
- EVA 4 Final: October 18, - 21:56 UTC
- Durada: 6 hores, 56 minuts

## Resum de la missió

Aterratge del Discovery.

La STS-92 era una missió de construcció que havia d'instal·lar el segment Z1, giroscopis, l'Adaptador Pressuritzat-3 (PMA-3 en anglès) i 2 DDCU (tubs escalfadors) a l'Estació Espacial Internacional.
El segment Z1 és una estructura destinada a allotjar els primers panells solars nord-americans de l'estació en el vol 4A que van ser instal·lats temporalment al mòdul Unity. L'antena de comunicacions de banda Ku lluira capacitat científica i televisió als Estats Units. Els giroscopis pesen prop de 27 quilos i ofereixen control de direcció no-propulsiva quan s'activin en el vol 5A, i el PMA-3 ofereix un port d'acoblament al transbordador per a la instal·lació dels panells solars al 4A, i la instal·lació del laboratori en el 5A.
La missió inclou set dies acoblat a l'estació, quatre activitats extravehiculars (EVA) planejats i dues oportunitats de reingrés.